# Adásmód
A rádiófrekvenciás adás adásmódjának leírására 9 karakteres kódot használnak. Ez a kód meghatározza a rádiófrekvenciás jel sávszélességét, modulációs jellemzőit, a jel információtartalmát. 
Az adott helyen álló karakterek adott paramétereket határoznak meg.
Gyakori még a 3 karakteres [N|A|H|R|J|B|C|F|G|D|P|K|L|M|Q|V|W|X] [0..3|7..9|X] [N|A..F|X] jelölés is, amikor csak a modulációs jellemző van megadva.

## A 9 karakteres kód felépítése[2]
| A karakter sorszáma | 1            | 2            | 3            | 4            | 5                    | 6                    | 7                    | 8                    | 9                    |
| ------------------- | ------------ | ------------ | ------------ | ------------ | -------------------- | -------------------- | -------------------- | -------------------- | -------------------- |
| Részsorozat leírása | Sávszélesség | Sávszélesség | Sávszélesség | Sávszélesség | Modulációs jellemzők | Modulációs jellemzők | Modulációs jellemzők | Kiegészítő jellemzők | Kiegészítő jellemzők |

### Sávszélesség
Hasonlóan kell megadni, mint az ellenálláskódoknál az ellenállás értékét, pl.: 20Hz=20H0, 12.5kHz=12K5, 1MHz=1M00

### Modulációs jellemzők
| 5. karakter | A fő vivőhullám modulációs módja                                                                                 |
| ----------- | --- |
| N           | modulálatlan vivőhullámú adás                                                                                    |
| A           | kétoldalsávos amplitudómodulált adás                                                                             |
| H           | egyoldalsávos amplitudómodulált adás, teljes vivővel                                                             |
| R           | egyoldalsávos amplitudómodulált adás, csökkentett vagy változó szintű vivővel                                    |
| J           | egyoldalsávos amplitudómodulált adás, elnyomott vivővel                                                          |
| B           | független oldalsávos amplitudómodulált adás                                                                      |
| C           | csonka oldalsávos amplitudómodulált adás                                                                         |
| F           | frekvenciamoduláció                                                                                              |
| G           | fázismoduláció                                                                                                   |
| D           | egyidejűleg amplitudómodulált és szögmodulált adás vagy meghatározott sorrend szerint                            |
| P           | modulálatlan impulzussorozat                                                                                     |
| K           | impulzussorozat amplitudómodulációval                                                                            |
| L           | impulzussorozat szélesség-, illetve időtartammodulációval                                                        |
| M           | impulzussorozat helyzet-, illetve fázismodulációval                                                              |
| Q           | impulzussorozat, amelynél a vivőt az impulzus időtartama alatt szögmodulációval látják el                        |
| V           | az előzőek kombinációjaként vagy más módon előállított impulzussorozat                                           |
| W           | a vivőhullám egyidejű amplitudó-, szög-, vagy impulzusmodulációja, vagy meghatározott sorrend szerint váltogatva |
| X           | minden más eset                                                                                                  |

| 6. karakter | A fő vivőhullámot moduláló jel vagy jelek természete |
| ----------- | --- |
| 0           | moduláló jel hiánya |
| 1           | kvantált vagy digitális információt tartalmazó egyetlen csatorna, moduláló segédvivő alkalmazása nélkül                                                                       |
| 2           | kvantált vagy digitális információt tartalmazó egyetlen csatorna moduláló segédvivő alkalmazásával                                                                            |
| 3           | analóg információt tartalmazó egyetlen csatorna |
| 7           | kvantált vagy digitális információt tartalmazó két vagy több csatorna |
| 8           | analóg információt tartalmazó két vagy több csatornat |
| 9           | összetett rendszer, amely áll egy vagy több kvantált vagy digitális információt tartalmazó csatornából és egy vagy több analóg információt tartalmazó csatornából egyidejűleg |
| X           | minden más eset |

| 7. karakter | A továbbítandó információ fajtája  |
| ----------- | ---------------------------------- |
| N           | átviendő információ hiánya         |
| A           | távíró, vétel hallás útján         |
| B           | távíró, automatikus vétel          |
| C           | fax                                |
| D           | adatátvitel, távmérés, távvezérlés |
| E           | hanginformáció                     |
| F           | képinformáció (televízió)          |
| W           | a fenti esetek kombinációja        |
| X           | minden más eset                    |

### Kiegészítő jellemzők
| 8. karakter | a moduláló jelre vagy jelekre vonatkozó részletek                                                                      |
| ----------- | --- |
| A           | kétállapotú kód, változó számú és/vagy hosszúságú elemekkel                                                            |
| B           | kétállapotú kód, azonos számú és hosszúságú elemekkel, hibakorrekció nélkül                                            |
| C           | kétállapotú kód, azonos számú és hosszúságú elemekkel, hibakorrekcióval                                                |
| D           | négyállapotú kód, amelyben mindegyik állapot megfelel egy (egy vagy több bitet képviselő) jelelemnek                   |
| E           | többállapotú kód, amelyben mindegyik állapot megfelel egy (egy vagy több bitet képviselő) jelelemnek                   |
| F           | többállapotú kód, amelyben mindegyik állapot vagy állapotkombináció megfelel egy karakternek                           |
| G           | műsorszóró minőségű hang, monofonikus                                                                                  |
| H           | műsorszóró minőségű hang, sztereo- vagy kvadrofonikus                                                                  |
| J           | kereskedelmi minőségű hang a K és L pontban meghatározott minőség kivételével                                          |
| K           | kereskedelmi minőségű hang, frekvenciafordító vagy sávvágó alkalmazásával                                              |
| L           | kereskedelmi minőségű hang, ahol a demodulált jel szintjének szabályozására külön frekvenciamodulált jelet alkalmaznak |
| M           | fekete-fehér kép |
| N           | színes kép |
| W           | a fenti esetek kombinációja                                                                                            |
| X           | minden más eset |
| -           | nincs megadva |

| 9. karakter | A nyalábolás módja                                        |
| ----------- | --------------------------------------------------------- |
| N           | a nyalábolás hiánya                                       |
| C           | kódosztásos, illetve spektrumkiterjesztő nyalábolás       |
| F           | frekvenciaosztásos nyalábolás                             |
| T           | időosztásos nyalábolás                                    |
| W           | frekvenciaosztásos és időosztásos nyalábolás kombinációja |
| X           | minden más eset                                           |
| -           | nincs megadva                                             |

## Néhány példa
| Az adás típusa                                                                               | Jelölése  |
| -------------------------------------------------------------------------------------------- | --------- |
| AM, folyamatos hullámú (CW) távíró, Morze-kóddal, sávszélesség 100 Hz                        | 100HA1AAN |
| AM, hangzó távíró, Morze-kóddal, sávszélesség 2,1 kHz                                        | 2K10A2AAN |
| AM, szelektív hívás, egyfrekvenciás szekvenciális kóddal, teljes vivő, sávszélesség 2,11 kHz | 2K11H2BFN |
| AM, távbeszélő, kereskedelmi minőség, két oldalsáv, egy csatorna, sávszélesség 6 kHz         | 6K00A3EJN |
| AM, távbeszélő, kereskedelmi minőség, egy oldalsáv, teljes vivő, egy csatorna, B:3kHz        | 3K00H3EJN |
| AM, távbeszélő, egy oldalsáv, elnyomott vivő, sávszélesség 2,7 kHz                           | 2K70J3EJN |
| AM, távbeszélő, titkosított, egy oldalsáv, elnyomott vivő, egy v. több csat., B:5,75 kHz     | 5K75J8EKF |
| AM, távbeszélő, kereskedelmi minőség, független oldalsávok /két v. több csat./, B: 6 kHz     | 6K00B8EJN |
| AM, független oldalsáv, keskenysávú távíró hibajavítással és titkosított tb. csat., B:12 kHz | 12K0B9WWF |
| AM, rádióműsorszórás, két oldalsáv, sávszélesség 9 kHz                                       | 9K00A3EGN |
| AM, rádióműsorszórás, egy oldalsáv, csökkentett vivő, sávszélesség 4 kHz                     | 4K00R3EGN |
| AM, rádióműsorszórás, egy oldalsáv, elnyomott vivő, sávszélesség 4,45 kHz                    | 4K45J3EGN |
| AM, televízió kép, sávszélesség 6,25MHz                                                      | 6M25C3F-- |
| AM, analóg fax, egy oldalsáv, csökkentett vivő, fekete-fehér, sávszélesség 2,89 kHz          | 2K89R3CMN |
| AM, távíró, egy frekvenciaeltolással modulált segédvivő, elnyomott vivő, egy csat.,B:134 Hz  | 134HJ2BCN |
| AM, többcsatornás távíró /MVFT/ hibajav., TDM, egy oldalsáv,elnyomott vivő, B:2,885 kHz      | 2K89R7BCW |
| AM, analóg fax, egy oldalsáv, elnyomott vivő, FM segédvivővel mod., B: 1,98 kHz              | 1K98J3C-- |
| AM, televíziós relé, két oldalsáv, sávszélesség 13,13 MHz                                    | 13M1A8W-- |
| AM rádiórelé rendszer, két oldalsáv, frekvenciaosztásos nyalábolás, sávszélesség 328 kHz     | 328KA8E-- |
| AM, VHF körsugárzó irányadó/VOR/, két oldalsáv, sávszélesség 20,94 kHz                       | 20K9A9WWF |
| Keskenysávú FM távíró, FEC nélkül, egy csatorna, sávszélesség 304 Hz                         | 304HF1BBN |
| Keskenysávú FM távíró, FEC-el, egy csatorna, sávszélesség 304 Hz                             | 304HF1BCN |
| FM, szelektív hívójel, sávszélesség 304 Hz                                                   | 304HF1BCN |
| FM, négyfrekvenciás, duplex távíró, sávszélesség 1,42 kHz                                    | 1K42F7BDX |
| FM, távbeszélő, kereskedelmi minőség, sávszélesség 16 kHz                                    | 16K0F3EGN |
| Fax, a vivő közvetlen frekvenciamodulációjával, fekete/fehér, sávszélesség 1,98 kHz          | 1K98F1C-- |
| FM, analóg fax, sávszélesség 1,98 kHz                                                        | 1K98F3C-- |
| FM, rádiórelé rendszer, frekvenciaosztásos nyalábolás /60 csat./, B:3,702 MHz                | 3M70F8EJF |
| FM, rádiórelé rendszer, frekvenciaosztásos nyalábolás /960 csat./                            | 16M3F8EJF |
| FM, rádióműsorszórás, mono, sávszélesség 150 kHz                                             | 180KF3EGN |
| FM, televízió hang, sávszélesség 750 kHz                                                     | 750KF3EGN |
| FM, rádióműsorszórás, sztereo, MPX jellel, sávszélesség 300 kHz                              | 300KF8EHF |
| Modulálatlan impulzusadás, elsődleges radar, sávszélesség 3 MHz                              | 3M00P0NAN |
| PCM rádiórelé rendszer, sávszélesség 8 MHz                                                   | 8M00M7EJT |
| Digitális mikrohullámú RR, 2Mbit/s                                                           | 3M50F7WDT |
| Digitális mikrohullámú RR, 8Mbit/s                                                           | 7M00F7WDT |
| Digitális mikrohullámú RR, 2x8Mbit/s                                                         | 14M0F7WDT |